# Plouider
Plouider (tiếng Breton: Plouider) là một xã của tỉnh Finistère, thuộc vùng Bretagne, miền tây bắc Pháp.

## Dân số
Người dân ở Plouider được gọi là Plouidérois.